# Frog Creek Cabin
La Frog Creek Cabin est une cabane américaine située dans le comté de Tuolumne, en Californie. Construite dans le style rustique du National Park Service, elle a servi pendant des opérations de collecte d'œufs de truites dans le lac Eleanor, sur la rive sud duquel elle se trouve. Protégée au sein du parc national de Yosemite, elle est inscrite au Registre national des lieux historiques depuis le 18 juillet 2014.